# Sorotacta bryochlora
Sorotacta bryochlora är en fjärilsart som beskrevs av Edward Meyrick 1922. Sorotacta bryochlora ingår i släktet Sorotacta och familjen stävmalar. Inga underarter finns listade i Catalogue of Life.